# Brake My Wife, Please
«Brake My Wife, Please» (с англ. — «Остановите мою жену, пожалуйста») — двадцатый эпизод четырнадцатого сезона мультсериала «Симпсоны». Впервые вышел в эфир 11 мая 2003 года.

## Сюжет
Ученики Спрингфилдской начальной школы едут на экскурсию в Спрингфилдский Аквариум. Во время экскурсии Барт решает, как всегда, разыграть своих сотоварищей. Для этого он залезает в аквариум к коралловым моллюскам и демонстрирует всем свою попу, которая как две капли воды похожа на жемчужины. Достаточно насмеявшись, Барт решает подняться на поверхность, но не тут-то было: остальные обитатели аквариума (осьминог, черепаха и рыба-молот) не обрадовались новому соседу и избили его. Уже в больнице Доктор Хибберт излечивает травмы мальчика и просит Мардж дать ему страховой полис. Но документ находится у Гомера, которого Мардж не может нигде найти (ни на работе, ни в пивной). Гомер приезжает в больницу аж под вечер и сообщает родным, что он весь день был в видеопрокате, где одновременно смотрел драматический и комедийный фильмы по очереди. Мардж решает, что Гомеру нужен мобильник, дабы он постоянно находился на связи. И где же Гомеру найти мобильник? Тут откуда ни возьмись появляется Линдси Нигал и сразу же продаёт Симпсону сотовый аппарат. Разговаривая по телефону во время езды, Гомер замечает, что не очень-то удобно рулить коленями и по совету Барни решает купить себе устройство «Свободные Руки». В магазине автотехники Гомер узнаёт от продавца, что в гнездо прикуривателя можно втыкать любую технику, не имеющую отношения к машине. Гомер тут же покупает себе магнитофон, мороженицу, электрощит, дымовую завесу, телевизор и так далее. Разумеется, со всеми этими примочками Гомер совершенно забывает о езде и, случайно высунувшись из окна своей машины, замечает… что сейчас он упадёт с деревянного мостика в воду! Избежать аварии не получилось и Гомер вместе с машиной плюхнулся в реку, откуда его потом вытащил вертолёт береговой охраны. За этот глупый проступок судья Харм лишает Гомера прав (да не просто лишает, а рубит их пополам мини-гильотиной, половинки скармливает собакам, а позже приказывает полицейским сжечь их экскременты)!
Теперь единственным водителем в семье становится Мардж, которой приходится одной развозить всех по домам. А поскольку она не может всегда возить Гомера туда, куда ему нужно, муж решает пройтись пешком до Бара Мо. В первый раз он проделывает это с большим трудом. Но дойдя туда, Гомер чувствует в себе прилив сил и даже отказывает выпить у Мо! Теперь у Гомера появляется новое хобби: везде ходить пешком. Добираясь таким способом до Спрингфилдской АЭС, Гомер приходит первым и получает от Мистера Бернса приз (бесплатный билет на всемирную выставку 1939 года). А у Мардж тем временем происходит всё наоборот: из-за постоянных поездок у неё начинается упадок сил и она даже не может погулять с детьми (за неё с ними гуляет Гомер). Позже Симпсон встречает своих друзей и начинает петь им песню о пользе ходьбы. Вскоре к его песне, перерастающей в марш, присоединяется множество жителей Спрингфилда, но заканчивается марш трагично — Гомера сбивает машина… за рулём которой находится его собственная жена Мардж!
Доктор Хибберт диагностирует у Гомера сломанный таз(если бы при нем не было книги(библия входит в этот список больше всех), у него была бы "беда" по его словам). Мардж клянётся, что сделала это случайно: она перепутала педаль тормоза с педалью газа. Доктор предупреждает Мардж, что пока Гомер болеет, ей придётся выполнять всю домашнюю работу по дому. Жена согласна. Вскоре Гомер излечивается, но одно неосторожное прикосновение Мардж — и травма снова болит! Гомер вспоминает аварию, ранее пролитый на него суп, теперь вот этот пинок и понимает ужасную вещь: жена хочет его убить! Жена клянётся в обратном, но тут же взрывается и кричит, что ненавидит Гомера! Муж и жена решают обратиться к брачному консультанту, чтобы решить эту проблему. Во время разговора проявляется крайняя эгоистичность Гомера, которую как раз и ненавидит Мардж. Она уходит первой, и муженёк просит у консультанта помощи. Тот предлагает устроить жене романтический ужин. Вместе с детьми Гомер в Баре Мо разрабатывает план по созданию романтического ужина. К нему присоединяются все его друзья и знакомые. И вот разозлённая Мардж едет домой, желая при встрече высказать Гомеру всё, что она о нём думает. Она заходит на задний двор, где её ожидает сюрприз — романтический ужин со всеми жителями Спрингфилда! Кроме Неда Фландерса, который уехал в Монтану на «встречу с Иисусом» (такое письмо ему написал Гомер). Ужин включает в себя известного певца Джексона Брауна, который под заказ Гомера исполняет романтическую серенаду о недавних событиях. После этого все жители города пьют вино за Мардж. В конце торжества Гомер вызывает официантов из Франции («то есть Америки»), чтобы они убрали посуду, а после прогоняет всех остальных гостей, включив поливалку. Разумеется, после этого ужина Мардж прощает Гомера и они снова счастливы вместе!